# John Walker (musiker)
John Walker, född John Joseph Maus 12 november 1943 i New York, död 7 maj 2011, var en amerikansk sångare, låtskrivare och gitarrist, mest känd som grundaren av The Walker Brothers.

## Diskografi
- If You Go Away (1967)
- This Is John Walker (1969)
- You (CD) (2000)
- The Silver Sixties Tour 2004 (2004)
- Just For You (2007)
- Songs of Christmas and Inspiration (2007)